# Nome d'Étolie-Acarnanie
 (janvier 2016).
Le Nome d’Étolie-Acarnanie était une des 54 préfectures de Grèce (remplacé en 2011 par l'unité régionale d'Étolie-Acarnanie, qui couvre le même territoire). Il fait partie de la périphérie de Grèce-Occidentale. Ce nome était une combinaison des provinces d’Étolie et d’Acarnanie. Bien que la principale ville et le principal centre économique en soit Agrínio, le chef-lieu est Missolonghi pour des raisons historiques (voir le Siège de Missolonghi entre autres). Cette région est depuis 2004 reliée au Péloponnèse par le Pont de Rion-Antirion.

## Géographie
Le Nome d’Étolie-Acarnanie est entouré du nome d'Arta au nord, des nomes de Karditsa, d'Eurytanie et de Phocide à l'est. Il est le plus grand nome de Grèce par sa superficie.

Les montagnes dominent le nord, le nord-est, l'ouest et le sud-est du nome. Le principal fleuve est l'Achéloos, dont le cours inférieur est intégré au parc national de Missolonghi-Etolikó. Il y a plusieurs lacs naturels comme ceux de Amvrakia, Lysimachia, Ozerós et Trichonis, ainsi que des lacs artificiels comme cels de Stratos o Kastraki, construites pour genénérer électricité. 

Les îles longeant la côte ouest ne font pas partie du nome d'Étolie-Acarnanie, mais de celui de Céphalonie.

## Dèmes (municipalités) avant 2010
| Dème                  | YPES code | Siège            |
| --------------------- | --------- | ---------------- |
| Agrínio               | 0202      | Agrínio          |
| Aitoliko              | 0203      | Etolikó          |
| Alyzía                | 0204      | Kandíla          |
| Amphilochia           | 0205      | Amphilochia      |
| Anaktório             | 0206      | Vonitsa          |
| Angelókastro          | 0201      | Angelókastro     |
| Antirion              | 0207      | Antirion         |
| Apodotia              | 0208      | Áno Chóra        |
| Arakýnthos            | 0209      | Mataranga (el)   |
| Astakos               | 0210      | Astakós          |
| Chalkeia              | 0229      | Chalkeia         |
| Phyteies              | 0228      | Fytíes           |
| Iera Poli Mesolongiou | 0218      | Missolonghi      |
| Ínachos               | 0213      | Néo Chalkiópoulo |
| Kekropia (en)         | 0214      | Páleros          |
| Makrynía              | 0215      | Gavalou (en)     |
| Medeón                | 0216      | Katoúna          |
| Menidi                | 0217      | Menídi           |
| Naupaktos             | 0219      | Naupacte         |
| Néapoli (en)          | 0220      | Triandéika       |
| Oiniades              | 0221      | Neochori         |
| Panetolikó            | 0222      | Skoutera         |
| Parakampýlia          | 0224      | Agios Vlasios    |
| Paravola              | 0223      | Paravola (en)    |
| Platanos              | 0225      | Platanos         |
| Pyllini               | 0226      | Simos            |
| Stratos               | 0227      | Stratos          |
| Thermos               | 0211      | Thermos          |
| Thestiís              | 0212      | Kainourgio       |